# Железничка станица Градац
Железничка станица Градац је једна од железничких станица на прузи Београд—Бар. У њој се не заустављају путнички возови. Налази се насељу Бранговић у граду Ваљеву. Пруга се наставља у једном смеру ка Ластри и у другом према Ваљеву. Железничка станица Градац састоји се из 2 колосека.

## Повезивање линија
- Пруга Београд—Бар

## Историја
Станица је изграђена раних 1970-их година у склопу пруге Београд-Бар. 

## Затварање станице
Станица је званично затворена 1994, а са прекидима је радила до 2014, када су поплаве затвориле железницу Србије на око годину дана. 

Станица, иако затворена за возове, није угашена у систему пруге Београд-Бар. 